# Postorbitální zápora

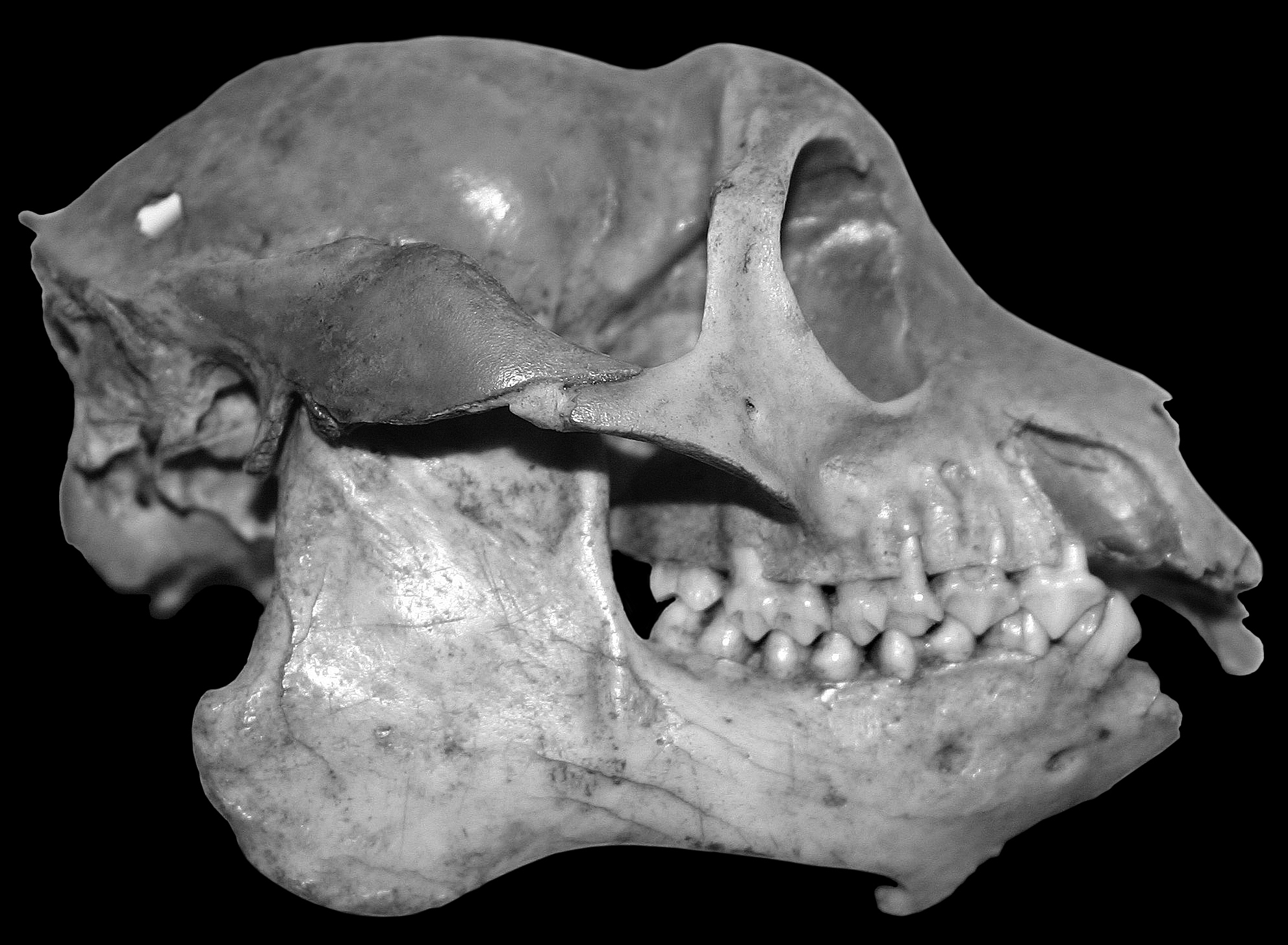
Lebka zástupce vyhynulého druhu Mesopropithecus globiceps z čeledi indriovití s postorbitální záporou před a nad jařmovým obloukem

Postorbitální zápora je kostěný oblouk lebky spojující čelní kost s lícní kostí, který probíhá na zevní straně očnice. Vyskytuje se pouze u savců, zejména u primátů z podřádu Strepsirhini a také damanů, zatímco haplorhinní primáti ji plně integrovali do kostěné očnicové stěny. Jedna z teorií tohoto evolučního rozdílu byla založena na rozdílném významu vidění pro obě skupiny savců. Zatímco haplorhinní primáti (nártounovití a opice) inklinují k denní aktivitě a dominantně se spoléhají na zrakové vjemy, tak strepsirhinní primáti jsou naopak aktivnější v noci a mají sníženou potřebu využívání zraku.
Postorbitální zápora se v průběhu evoluce savců několikrát objevila samostatně. U některých zástupců, např. nártounů, došlo ke vzniku postorbitální přepážky, ve formě kostěných výběžků spojujících malé kloubní plošky čelní kosti, lícní kosti a velkého křídla kosti klínové. Proto ji nelze ztotožnit s postorbitální záporou, s níž společně vytvořila funkčně provázanou strukturu.
Zápora pravděpodobně vznikla jako derivát plně vyvinutých postorbitálních výběžků čelní kosti. Mezi těmito dvěma strukturami, jakožto příkladem polymorfismu u řady zástupců kaloňů a damanů, existují mezery nejvýše v řádu centimetrů, které jsou překlenuty postorbitální vazivovou blankou.

## Funkce
K nejcitovanějším hypotézám funkce postorbitální zápory se zařadily tři následující.

### Hypotéza zevního poranění
Prince a Simons vyslovili hypotézu zevního poranění, v níž hraje postorbitální zápora ochrannou roli měkkých struktur očnice před poraněními. Následně však Cartmill oponoval rozdílným pohledem, s přesvědčením, že zápora nemůže plnit tuto protektivní funkci proti ostrým předmětům, jakými jsou zuby dalších druhů. Podle jeho názoru měla být její úloha odlišná.

### Hypotéza žvýkání
Greaves nabídl nový přístup k funkci kostěného oblouku, kterou vztáhl ke žvýkání. Předpokládal, že její úloha spočívá v ochranném mechanickém vyztužení relativně slabé přilehlé oblasti oka proti nadměrným torzním pohybům u druhů se silným skusem nutným pro zpracování potravy, u nichž se vyvinul mohutný žvýkací a spánkový sval. Ovšem orientace komunikujícího postorbitálního výběžku na čelní kosti neodpovídala směru sil při zatížení, které měly být příčinou zesílení lebeční opory, jak predikoval Greaves.

### Hypotéza postavení
Cartmill předpokládal, že u drobných savců s velkýma očima a relativně malými spánkovými jámami, kde jsou přední část spánkového svalu se spánkovou fascií nadměrně taženy zevním směrem, a narůstá orbitální konvergence (sbíhavost očních os), by přílišné napětí z kontrakcí těchto svalů mohlo bez opory vést k poškození okrajů očnic a přesnosti motoriky okohybných svalů.
Heesy se domníval, že postorbitální zápora vyztužila zevní část očnice. Bez ní by deformace okraje očnice během svalové kontrakce žvýkacích svalů mohla vést k posunu měkkých struktur v orbitě a tím omezovat oční pohyby.